# Brochiraja microspinifera
Brochiraja microspinifera — вид хрящевых рыб рода Brochiraja семейства Arhynchobatidae отряда скатообразных. Обитают в западной части Тихого океана в водах Новой Зеландии. Встречаются на глубине до 1200 м. Их крупные, уплощённые грудные плавники образуют округлый диск со треугольным рылом. Максимальная зарегистрированная длина 32,5 см. Не являются объектом целевого промысла.

## Таксономия
Впервые вид был научно описан в 2006 году. Видовой эпитет происходит от слов  μικρός — «маленький», лат. spinus — «терновник», «колючий кустарник» и др.-греч. φορούν — «носить». Голотип представляет собой половозрелого самца длиной 32,5 см, пойманного в водах Новой Зеландии (38°29′ ю. ш. 178°44′ в. д.) на глубине 871—901 м. Паратипы: неполовозрелый самец длиной 28,2 см, самцы длиной 27—30,6 см и самки длиной 26,4—27,7 см, пойманные там же на глубине 731—1094. Эти скаты отличаются от прочих видов рода Brochiraja размером, окраской, расположением чешуи, морфометрическими признаками и количеством позвонков и лучей грудных плавников. Они близкородственны скатам рода Notoraja и отличаются от прочих представителей семейства однопёрых скатов наличием раздвоенного шипа на середине дистальной части ростральной хряща, редуцированного у взрослых особей.

## Ареал
Эти скаты являются эндемиками вод, омывающих берега Новой Зеландии. Встречаются на материковом склоне на глубине 600—1200 м.

## Описание
Широкие и плоские грудные плавники этих скатов образуют округлый диск с широким треугольным рылом. На вентральной стороне диска расположены 5 жаберных щелей, ноздри и рот. На тонком хвосте имеются латеральные складки. У этих скатов 2 редуцированных спинных плавника и редуцированный хвостовой плавник. Хвост длинный с довольно широким основанием, в 1,2—1,4 раза превышает длину диска, в 2,5—2,7 раз длину головы по вентральной стороне, в 5,3—6,3 раз длину рыла. Глаза довольно крупные, их диаметр в 2,1—2,8 раз больше расстояния от кончика рыла до глаз. Вся дорсальная поверхность диска покрыта чешуёй. За исключением срединного ряда хвостовых шипов средняя часть хвоста голая. Имеется преорбитальный шип. У кончика рыла расположен раздвоенный ростральный шип, редуцированный у взрослых скатов. Аларные колючки маленькие. Скуловые колючки отсутствуют. Обе поверхности диска окрашен в тёмно-коричневый цвет. Грудные плавники образованы 58—63 лучами. Верхних зубных рядов 33—37. Максимальная зарегистрированная длина 32,5 см.

## Взаимодействие с человеком
Эти скаты не являются объектом целевого лова. В ареале на глубинах обитания ведётся промысел атлантического большеголова. Попавшихся в качестве прилова скатов выбрасывают за борт, вероятно, уровень смертности высокий. Данных для оценки Международным союзом охраны природы охранного статуса недостаточно.